# Génicourt-sur-Meuse
Génicourt-sur-Meuse és un municipi francès situat al departament del Mosa i a la regió del Gran Est. L'any 2007 tenia 277 habitants.

## Demografia

### Població
El 2007 la població de fet de Génicourt-sur-Meuse era de 277 persones. Hi havia 88 famílies, de les quals 20 eren unipersonals (8 homes vivint sols i 12 dones vivint soles), 20 parelles sense fills, 36 parelles amb fills i 12 famílies monoparentals amb fills.
La població ha evolucionat segons el següent gràfic:
Habitants censats

### Habitatges
El 2007 hi havia 111 habitatges, 94 eren l'habitatge principal de la família, 2 eren segones residències i 15 estaven desocupats. 110 eren cases i 1 era un apartament. Dels 94 habitatges principals, 68 estaven ocupats pels seus propietaris i 26 estaven llogats i ocupats pels llogaters; 1 tenia dues cambres, 11 en tenien tres, 24 en tenien quatre i 58 en tenien cinc o més. 76 habitatges disposaven pel capbaix d'una plaça de pàrquing. A 33 habitatges hi havia un automòbil i a 56 n'hi havia dos o més.

### Piràmide de població
La piràmide de població per edats i sexe el 2009 era:
| Homes | Edats   | Dones |
| ----- | ------- | ----- |
| 0     | 95 o +  | 0     |
| 0     | 90 a 94 | 0     |
| 0     | 85 a 89 | 0     |
| 0     | 80 a 84 | 0     |
| 0     | 75 a 79 | 0     |
| 4     | 70 a 74 | 4     |
| 0     | 65 a 69 | 4     |
| 0     | 60 a 64 | 8     |
| 4     | 55 a 59 | 8     |
| 4     | 50 a 54 | 8     |
| 4     | 45 a 49 | 0     |
| 12    | 40 a 44 | 8     |
| 12    | 35 a 39 | 4     |
| 24    | 30 a 34 | 16    |
| 16    | 25 a 29 | 20    |
| 8     | 20 a 24 | 8     |
| 4     | 15 a 19 | 4     |
| 4     | 10 a 14 | 8     |
| 12    | 5 a 9   | 0     |
| 4     | 0 a 4   | 12    |

## Economia
El 2007 la població en edat de treballar era de 190 persones, 139 eren actives i 51 eren inactives. De les 139 persones actives 120 estaven ocupades (71 homes i 49 dones) i 19 estaven aturades (14 homes i 5 dones). De les 51 persones inactives 9 estaven jubilades, 19 estaven estudiant i 23 estaven classificades com a «altres inactius».

### Ingressos
El 2009 a Génicourt-sur-Meuse hi havia 95 unitats fiscals que integraven 261 persones, la mediana anual d'ingressos fiscals per persona era de 14.404 €.

### Activitats econòmiques
Dels 6 establiments que hi havia el 2007, 2 eren d'empreses de fabricació d'altres productes industrials, 2 d'empreses de construcció i 2 d'empreses de serveis.
Dels 2 establiments de servei als particulars que hi havia el 2009, 1 era una fusteria i 1 lampisteria.
L'any 2000 a Génicourt-sur-Meuse hi havia 7 explotacions agrícoles que ocupaven un total de 826 hectàrees.

## Equipaments sanitaris i escolars
El 2009 hi havia una escola elemental integrada dins d'un grup escolar amb les comunes properes formant una escola dispersa.

## Poblacions més properes
El següent diagrama mostra les poblacions més properes.